# Uluguroscia austroafricana
Uluguroscia austroafricana är en kräftdjursart som beskrevs av Franco Ferrara och Stefano Taiti 1985E. Uluguroscia austroafricana ingår i släktet Uluguroscia och familjen Philosciidae. Inga underarter finns listade i Catalogue of Life.